# Piketon (Ohio)
Pour les articles homonymes, voir Piketon.
Piketon est un village américain situé dans le comté de Pike, dans l'Ohio. Selon le recensement de 2010, sa population est de 2 181 habitants.

## Économie
American Centrifuge Plant démarre son activité le 11 octobre 2023. Il s’agit a cette date de la seule installation de production d’uranium moyennement enrichi des États-Unis après la fermeture en 2013 de la dernière installation de ce type.